# Stowarzyszenie Floty Niemieckiej
Niemiecki Związek Floty (niem. Deutscher Flottenverein) – grupa interesu w Cesarstwie Niemieckim, dążąca do utworzenia silnej floty wojennej, założona 30 kwietnia 1898 z inicjatywy m.in. Alfreda von Tirpitza. W szczytowym okresie liczyła ok. 300 tys. członków, będąc wówczas najliczniejszą organizacją ojczyźnianą w cesarskich Niemczech. Wywierała nacisk na niemiecki parlament dążąc do przyjęcia Ustawy floty, a następnie na zmianę przyjętych w niej w 1900 roku zapisów na pozwalające na znaczniejszą rozbudowę floty. NZF miał także zasługi w popularyzacji filmu, prezentując filmy nazywane wówczas "żywymi fotografiami" w kinach objazdowych, co miało spopularyzować idee silnej floty w niemieckim społeczeństwie.